# Dominique Vallée
Dominique Vallée (Montreal, 9 de abril de 1981) es una deportista canadiense que compitió en snowboard. Ganó una medalla de bronce en el Campeonato Mundial de Snowboard de 2001, en la prueba de campo a través.

## Medallero internacional
| Campeonato Mundial | Campeonato Mundial            | Campeonato Mundial | Campeonato Mundial |
| Año                | Lugar                         | Medalla            | Competición        |
| ------------------ | ----------------------------- | ------------------ | ------------------ |
| 2001               | Madonna di Campiglio (Italia) | Medalla de bronce  | Campo a través     |